# Saint-Sulpice (Savoie)
Saint-Sulpice is een gemeente in het Franse departement Savoie (regio Auvergne-Rhône-Alpes). De plaats maakt deel uit van het arrondissement Chambéry. Saint-Sulpice telde op 1 januari 2022 820 inwoners.

## Geografie
De oppervlakte van Saint-Sulpice bedroeg op 1 januari 2022 8,82 vierkante kilometer; de bevolkingsdichtheid was toen 93 inwoners per km².

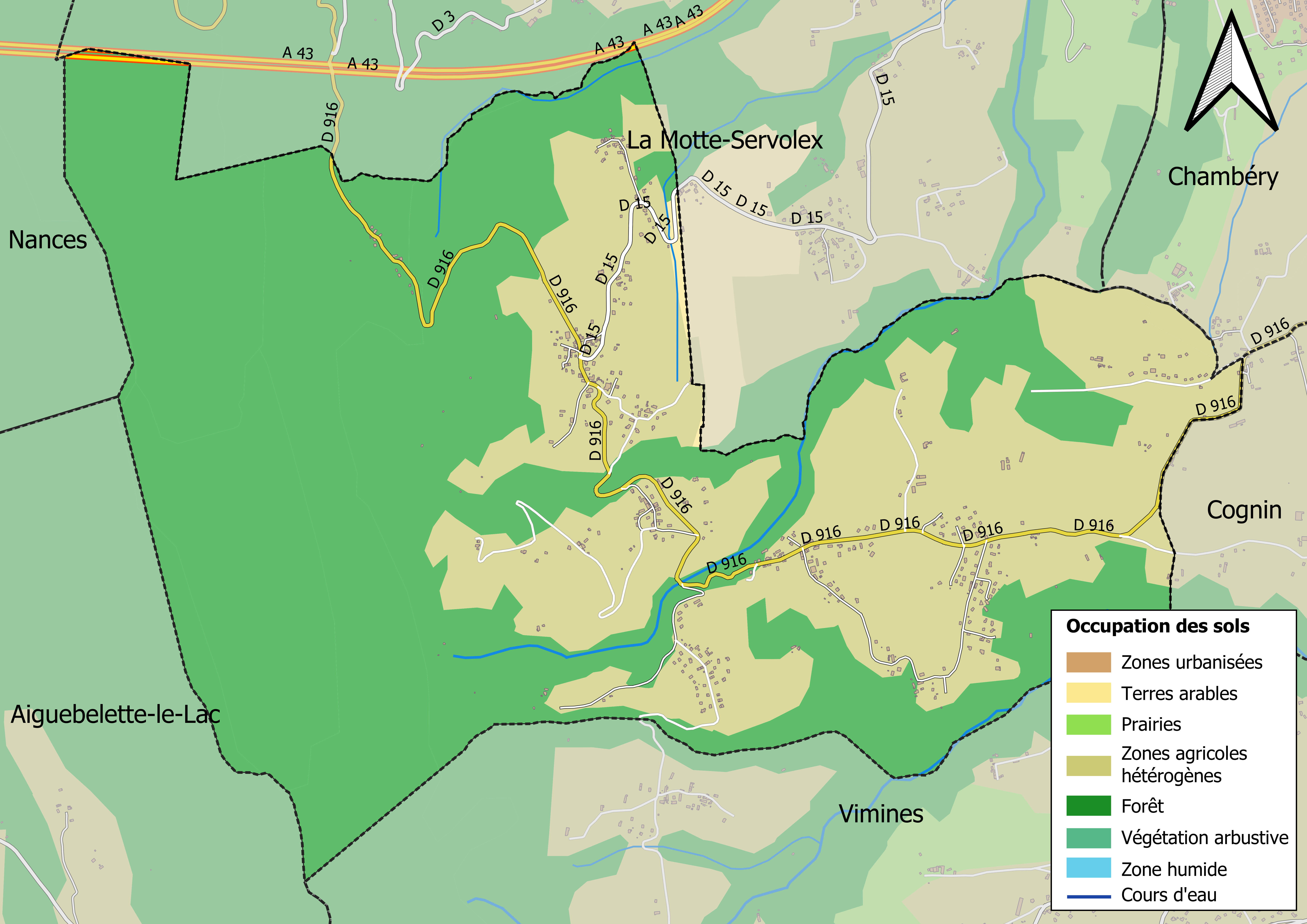
Kaart van de gemeente met de belangrijkste infrastructuur, bodemgebruik en omliggende gemeenten

## Demografie
Onderstaande figuur toont het verloop van het inwonertal (bron: INSEE-tellingen).